# اوترسهایم بای لانداو
اوترسهایم بای لانداو (به آلمانی: Ottersheim bei Landau) یک شهر در آلمان است که در گرمرسهایم واقع شده‌است. اوترسهایم بای لانداو ۱٬۸۲۳ نفر جمعیت دارد.